# Brigitte Frank (Mathematikerin)
Brigitte Frank (geb. Preissler; * um 1940) ist eine deutsche Mathematikdidaktikerin und lehrte bis 1990 an der Humboldt-Universität zu Berlin (HUB).

## Leben und Werk
Brigitte Frank übersetzte 1960 mit Herbert Frank (* 1932, später bis 1990 ordentlicher Mathematikprofessor an der HUB) ein russisches Lehrbuch der Mathematik. Sie war später in der Akademie der Pädagogischen Wissenschaften der DDR (APW) tätig, an der Humboldt-Universität zu Berlin habilitierte sie sich 1983 als erste Frau in Mathematik. Dort wurde sie außerordentliche Professorin und Leiterin der Forschungsgruppe des Bereichs Schulmathematik und Methodik des Mathematikunterrichts. Zu ihren Mitarbeitern in der Geometrie gehörten Günter Lorenz und Manfred Dennert, der 1989 die oppositionelle SDP mitbegründete.
Die Grundkonzeption des Geometrieunterrichts in der DDR entstand Ende der 1950er Jahre und wurde von Frank beibehalten. Dazu gehörten u. a. die Orientierung an einem Axiomensystem zur Euklidischen Geometrie, der abbildungsgeometrische Aufbau des Geometrielehrganges und die exakte Definition fast aller verwendeten Begriffe. In der letzten Generation des Curriculums wurden einige theoretische Überhöhungen zurückgenommen und das teilweise sehr hohe fachliche Niveau reduziert. Frank verteidigte diese stark wissenschaftsorientierte Konzeption, die mit vielen Beweisen im Unterricht verbunden war, gegen Stimmen aus der Schulpraxis und aus der APW (Karlheinz Weber). Dort wurde mehr auf die kognitive Entwicklung der mathematischen Kompetenzen bei Heranwachsenden geachtet. Erst 1990 wich Frank von ihrem Kurs ab.
Ab 1990 arbeitete Brigitte Frank für Schulbuchverlage.

## Schriften
- Übersetzung aus dem Russischen mit Herbert Frank: I. M. Gelfand u. G. E. Schilow, Teil 1: Verallgemeinerte Funktionen und das Rechnen mit ihnen, VEB Verlag der Wissenschaften, Berlin 1960
- Mathematik, Klasse 12, Schulbuch, Volk und Wissen, Berlin 1974
- Das Arbeiten mit Koordinatensystemen und Vektoren im Mathematikunterricht: e. Übersicht über histor. Entwicklungen u. gegenwärtige Tendenzen sowie e. Argumentation zu seiner Weiterentwicklung an d. Polytechn. Oberschule der Deutschen Demokratischen Republik, Diss. B [Habilitationsschrift], Berlin 1983.
- (Hg.): Zu Fragen des Geometrieunterrichts der allgemeinbildenden Schule: Kolloquium vom 3.–5. November 1987, Wendisch-Rietz, Berlin 1988
- (Hg.): Zu einigen fachübergreifenden Fragen des Mathematikunterrichts: Kolloquium, 17.11.88, Berlin / Humboldt-Univ. zu Berlin, Berlin 1989
- Das Stoffgebiet Ähnlichkeit – bleibt es ein Sorgenkind? In: Mathematik in der Schule 28 (7/8), 1990, S. 491–509
- mit Wolfgang Schulz u. a.: Wissensspeicher Mathematik, Volk und Wissen, Cornelsen, Berlin 1995 u.ö., ISBN 978-3-06-001741-6.

## Einzelbelege
1. 1 2  Professoren der Mathematik. Abgerufen am 3. März 2024.
2. ↑  Herbert Frank - The Mathematics Genealogy Project. Abgerufen am 4. März 2024.
3. ↑  Habilitierte Mathematikerinnen. Abgerufen am 3. März 2024.
4. 1 2  Hans-Dieter Sill: Zur Didaktik des Geometrieunterrichts in der DDR, Vortrag

| Personendaten    | Personendaten                     |
| ---------------- | --------------------------------- |
| NAME             | Frank, Brigitte                   |
| ALTERNATIVNAMEN  | Preissler, Brigitte (Geburtsname) |
| KURZBESCHREIBUNG | deutsche Mathematikdidaktikerin   |
| GEBURTSDATUM     | 20. Jahrhundert                   |